# Ion Ghica
Ion Ghica, romunski revolucionar, matematik, diplomat, veleposlanik in politik, * 1816, Bukarešta, † 7. maj 1897, Gherghani.
Ghica je bil dvakrat predsednik vlade Romunije (med 1866 in 1867, ter med 1870 in 1871) in štirikrat predsednik Romunske akademije (1876–1882, 1884–1887, 1890–1893 in 1894–1895).